# Kinna köping
Denna artikel handlar om den tidigare kommunen Kinna köping. För orten se Kinna.
Kinna köping var en tidigare kommun i dåvarande Älvsborgs län.

## Administrativ historik
Inom Kinna landskommun inrättades Kinna municipalsamhälle enligt beslut den 12 december 1924. Den 1 januari 1947 (enligt beslut den 9 augusti 1946) ombildades landskommunen med municipalsamhället till en köpingskommun benämnd Kinna köping. Enligt samma beslut överfördes från köpingen och Kinna församling den 1 januari 1948 till Seglora landskommun och Seglora församling ett obebott område som hörde till fastigheterna Apelhult 1:3, Berg Övre 2:1 och Furubäck, omfattande en areal av 0,01 km², varav allt land. Enligt beslut den 31 oktober 1947 gällde samtliga av stadsstadgorna i Kinna köping.
Kommunreformen 1952 påverkade inte köpingen.
Den 1 januari 1969 överfördes till Kinna köping och Kinna församling från Viskafors landskommun och Seglora församling ett område med 483 invånare och omfattande en areal av 2,61, varav 2,60 land. I området ingick hela tätorten Rydal.
Kinna köping upplöstes den 1 januari 1971 för att ingå i den nybildade Marks kommun.

### Kyrklig tillhörighet
Köpingen tillhörde i kyrkligt hänseende Kinna församling.

## Kommunvapnet
Blasonering: En tre gånger delad sköld av guld och svart med tre svarta kulor i vart och ett av guldfälten och en vävskyttel av guld i vart och ett av de svarta fälten.
Detta vapen fastställdes av Kungl Maj:t redan 1934 för dåvarande Kinna municipalsamhälle. Det togs i bruk av köpingen utan särskilt beslut vid dess bildande 1947. Det förlorade sin giltighet vid dess upphörande år 1971.

## Geografi
Kinna köping omfattade den 1 januari 1952 en areal av 40,67 km², varav 37,80 km² land.

### Tätorter i köpingen 1960
I Kinna köping fanns del av tätorten Kinnaa, som hade 5 126 invånare i köpingen den 1 november 1960. Tätortsgraden i köpingen var då 92,5 procent.

## Politik

### Mandatfördelning valen 1946-1966
| 3 | 14 | 2 | 6 |

| 22 |

|  | 22 |  | 5 | 6 |

| 30 | 5 |

| 2 | 21 |  | 4 | 7 |

| 30 | 5 |

|  | 21 | 2 | 4 | 7 |

| 30 | 5 |

|  | 21 | 2 | 5 | 6 |

| 31 |

| 2 | 19 | 3 | 5 | 6 |

| 31 |